# Museum Stammheim

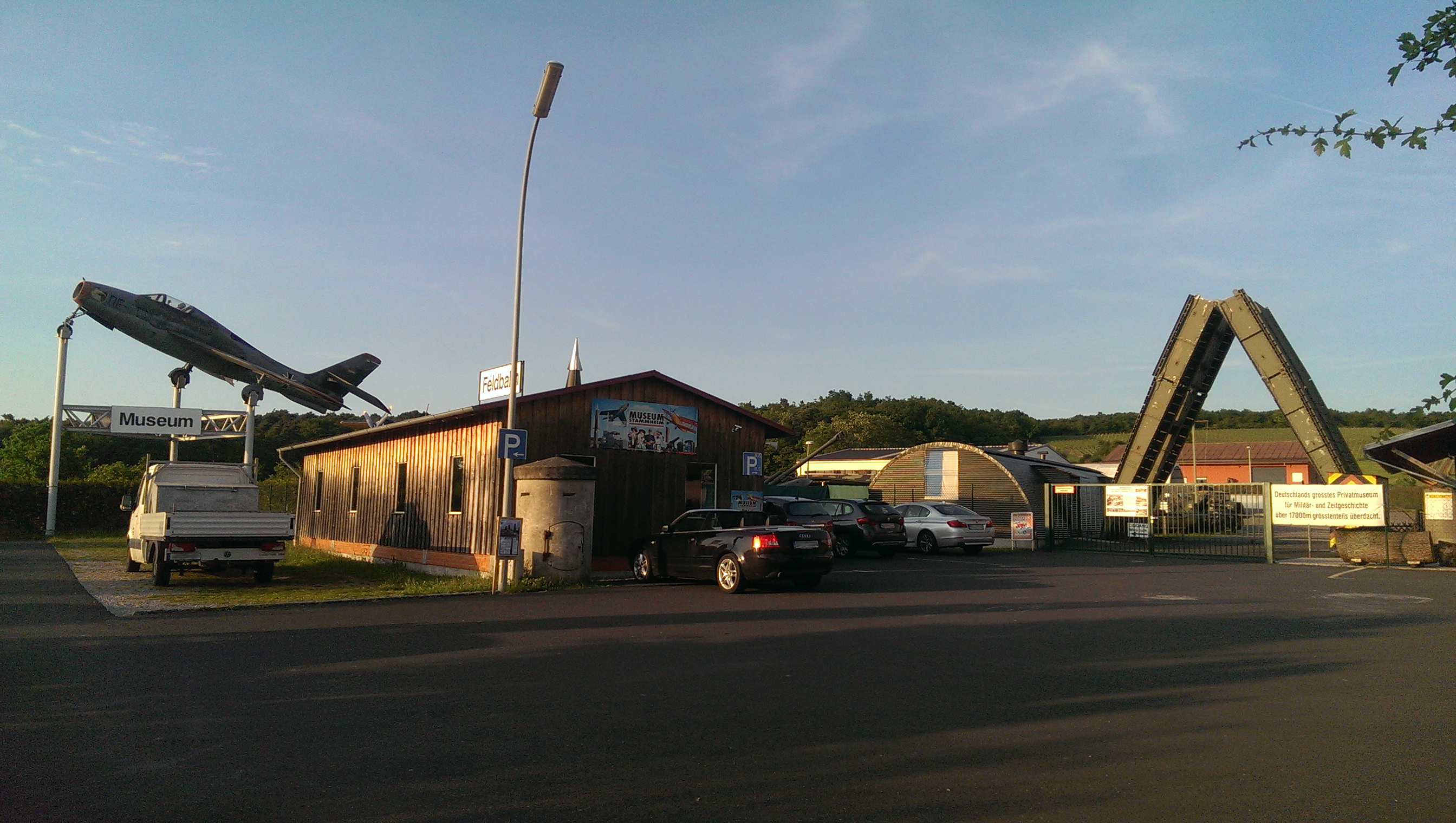
Eingang des Museums für Militär- und Zeitgeschichte in Stammheim am Main

Das Museum Stammheim (auch Museum für Militär- und Zeitgeschichte) ist ein militärgeschichtliches Museum in Stammheim am Main im Landkreis Schweinfurt in Unterfranken. Es bezeichnet sich als größtes Privatmuseum Deutschlands für Militär- und Zeitgeschichte.

## Geschichte des Museums
Die Geschichte des Museums begann am 23. Oktober 1994, als sich eine kleine Gruppe von Modellbauern, Historikern, Sammlern und Oldtimerfreunden entschloss, einen Verein für das gemeinsame Interessengebiet Zeitgeschichte mit Schwerpunkt Militärtechnik zu gründen, der kurz darauf der Verein Militärgeschichte Franken e. V. wurde.
Bis zum Jahr 1997 bestand die Vereinstätigkeit hauptsächlich darin, alte Militärtechnik zu sammeln und zu restaurieren. Am 21. Juni 1997 veranstaltete der Verein erstmals einen Tag der offenen Tür und präsentierte die Sammlung auf einer Fläche von 400 m². Von der positiven Resonanz der Besucher motiviert, entschloss man sich im selben Jahr, ein Museum für Militär- und Zeitgeschichte zu gründen.
Das Ziel war zunächst die schwerpunktmäßige Darstellung der deutschen Militärgeschichte vom 18. Jahrhundert bis zur deutschen Wiedervereinigung 1990. In den folgenden Jahren wurde das Museum mehrfach erweitert und es wurden verstärkt zivilgeschichtliche und ausländische Objekte in den Bestand aufgenommen. Auf einer Gesamtfläche von 17.000 m² werden heute über 20.000 Exponate präsentiert, die Einblicke in die europäische Zeitgeschichte unter besonderer Fokussierung auf militärische Ereignisse und Kriege geben.

## Ausstellung
Das Museum zeigt auf etwa 17.000 Quadratmetern Ausstellungsfläche über 250 Rad-, Ketten- und Luftfahrzeuge aus dem 19. und 20. Jahrhundert. Schwerpunkte der Ausstellung ist Militärtechnik der beiden Weltkriege und des geteilten Deutschlands. Neben deutscher wird vor allem sowjetische und US-amerikanische Militärtechnik gezeigt. Aus dem Ersten Weltkrieg wurde eine Bunkeranlage mit Schützengraben originalgetreu nachgebaut. Daneben sind zivile zeitgeschichtliche Ausstellungsstücke, etwa eine alte Dorfschmiede, historisches Feuerwehrgerät und eine bäuerliche Küche aus dem 19. Jahrhundert ausgestellt.

## Veranstaltungen
Regelmäßig finden Veranstaltungen wie der Museumsfrühling oder der Panzer-Tag statt.
Ein weiteres Highlight sind die Modelltage Stammheim, die jährlich am zweiten Juli-Wochenende veranstaltet werden.

## Wirken als Filmrequisiteur
Das Museum wirkte mit Exponaten an der Ausstattung von mehreren im Ersten und Zweiten Weltkrieg spielenden Kino- und Fernsehproduktionen mit. So wurden der deutsche Kinofilm Stalingrad (1993), der Fernsehfilm Unsere Mütter, unsere Väter und die deutsch-australische Produktion Lore mit technischem Gerät aus Stammheim ausgestattet. Zur Hollywood-Produktion The Monuments Men (2014) steuerte das Museum US-Kettenfahrzeuge aus dem Zweiten Weltkrieg nebst Besatzung bei. Für eine zweiteilige ZDF-Dokumentation des Regisseurs Oliver Halmburger von Loopfilm (unter anderem Macher von Der Wettlauf zum Südpol) über den Ersten Weltkrieg wurde die Bunkeranlage dieser Epoche auf der Freifläche des Museums erweitert und als Drehkulisse genutzt.